# Crown Mountain, North Vancouver
Crown Mountain är ett berg i Kanada.   Det ligger i provinsen British Columbia, i den sydvästra delen av landet, 3 500 km väster om huvudstaden Ottawa. Toppen på Crown Mountain är 1 504 meter över havet, eller 527 meter över den omgivande terrängen. Bredden vid basen är 8,6 km.
Terrängen runt Crown Mountain är huvudsakligen bergig, men åt nordost är den kuperad. Runt Crown Mountain är det tätbefolkat, med 659 invånare per kvadratkilometer.. Närmaste större samhälle är Vancouver, 18,7 km söder om Crown Mountain. 
I omgivningarna runt Crown Mountain växer i huvudsak barrskog.